# Akaneiro ni Somaru Saka
Akaneiro ni Somaru Saka (あかね色に染まる坂; lit. A colina tingida de rosa garança), também conhecido como Akasaka, é uma Visual Novel Eroge japonesa, desenvolvida pela Feng e lançado primeiramente para computador como DVD em 27 de Julho de 2007. Uma versão sem conteúdo adulto foi lançado para para Playstation 2 em 31 de Julho de 2008 pela GN Software, com o nome Akaneiro Ni Somaru Saka: Parallel. A jogabilidade de Akaneiro ni Somaru Saka segue um enredo predeterminado onde o jogador interage com seis personagens femininas, seguindo por caminhos diferentes decididos em pontos de escolha durante o jogo.